# مجموعه آثار مصطفی دلشاد تهرانی
دلشاد به زبان‌های انگلیسی، عربی، آلمانی و فرانسه تسلط دارد و کتاب دومین انقلاب سوسیالیستی (The Second Socialist Revolution) اثر تاتیانا زاسلاوسایا، به قلم او از انگلیسی به فارسی ترجمه شده است. کتاب مدرسه حسینی به عنوان کتاب درسی در مراکز تربیت معلم تدریس شده است و مجموعه تحقیقات و تالیفات دلشاد تهرانی، وی را مرجع گفتگوهای فراوانی در باب نهج البلاغه و سیره پیامبر اسلام در نشریات و خبرگزاری‌های مختلف کرده است.
کتاب رخساره خورشید وی نیز در بخش حدیث بیست‌ویکمین دوره جایزه کتاب فصل شایسته تقدیر شناخته شد٬از آثار وی می‌توان به کتاب‌ها و مقالات زیر اشاره کرد:
1. ↑  Tatyana Zaslavskaya نویسنده کتاب دومین انقلاب سوسیالیستی
2. ↑  ائمه با دید منطقی و روشنی به نوروز نگریستند[پیوند مرده] - سایت جشن جهانی نوروز - وابسته به معاونت ارتباطات و اطلاع‌رسانی ریاست جمهوری
3. ↑  منتظر واقعی باید به عقل میدان دهد بایگانی‌شده  در ۳۰ ژوئیه ۲۰۱۳ توسط Wayback Machine روزنامه صبح خراسان - مورخ چهارشنبه 1391/04/14 شماره انتشار 18159
4. ↑  «معرفی برگزیدگان جایزهٔ کتاب فصل / امیرخانی و قزوه در میان برگزیدگان». ایسنا

کتاب‌های سیره
  1. سیره نبوی (منطق عملی)، دفتر اول، سیره فردی
  2. سیره نبوی (منطق عملی)، دفتر دوم، سیره اجتماعی
  3. سیره نبوی (منطق عملی)، دفتر سوم، سیره مدیریتی
  4. سیره نبوی (منطق عملی)، دفتر چهارم؛ سیره خانوادگی
  5. خلاصه سیره نبوی (منطق عملی)، دفتر اول، سیره فردی
  6. خلاصه سیره نبوی (منطق عملی)، دفتر دوم، سیره اجتماعی
  7. خلاصه سیره نبوی (منطق عملی)، دفتر سوم، سیره مدیریتی
  8. خلاصه سیره نبوی (منطق عملی)، دفتر چهارم؛ سیره خانوادگی
  9. خلاصه سیره نبوی (منطق عملی)، مجموع سه دفتر: سیره فردی، اجتماعی، مدیریتی
  10. گزیده سیره نبوی (منطق عملی)
  11. سیره نبوی از منظر امام خمینی

پانویس
نشانی= http://isna.ir/fa/print/91070403013/معرفي-برگزيدگان-جايزه-ي-كتاب-فصل-اميرخاني. کاراکتر line feed character در |ناشر= در موقعیت 6 (کمک); پیوند خارجی در |ناشر= وجود دارد (کمک); پارامتر |پیوند= ناموجود یا خالی (کمک); پارامتر |تاریخ بازیابی= نیاز به وارد کردن |پیوند= دارد (کمک)
5. ↑  نگار من که به مکتب نرفت...(گفتگو با استاد مصطفی دلشاد تهرانی پیرامون سیره پیامبر) مجله حدیث زندگی - آذر و دی ۱۳۸۵ - شماره ۳۲
6. ↑  امیرمؤمنان می‌دانست از حکومتی که با دروغ برپا شود راستی و درستی در نمی‌آید مصطفی دلشاد تهرانی در گفت وگو با شفقنا سه شنبه، ۲۱ آذر ۱۳۹۱
7. ↑  جاهلیت و مدنیت در نهج البلاغه نشریه: قرآن و حدیث» مطالعات تفسیری» پاییز ۱۳۸۹ - سال یکم، شماره ۳
8. ↑  جلوه‌ای از اصل مودت و رحمت در سیره خانوادگی پیامبر اعظم (ص) نشریه حقوق و آموزه‌های فقهی (الهیات و حقوق) - پاییز و زمستان ۱۳۸۵ - شماره ۲۱ و ۲۲
9. ↑  حقوق و عدالت در نهج البلاغه فصلنامه نهج البلاغه - تابستان ۱۳۸۹ - شماره ۲۹
10. ↑  سیره نویسی؛ گرایش‌ها و ضرورت‌ها ماهنامه خردنامه همشهری خردنامه همشهری - مصاحبه‌شوندگان: آیینه وند، صادق - دلشاد تهرانی، مصطفی - بهمن ۱۳۸۵ - شماره ۱۱
11. ↑  تحقیق و شناخت نهج البلاغه دو هفته نامه گلستان قرآن - آذر ۱۳۸۰ - شماره ۹۶
12. ↑  صنایع ادبی در نهج البلاغه دو هفته نامه گلستان قرآن - اردیبهشت ۱۳۷۹ - شماره ۱۰
13. ↑  «دو اثر تازه از مصطفی دلشاد تهرانی». کتاب‌نیوز. بایگانی‌شده از اصلی در ۲۵ دسامبر ۲۰۱۲. دریافت‌شده در ۲۱ دسامبر ۲۰۱۲.